# 調變在時頻分析的應用
調變的功用在於將訊號移動至未使用的頻帶做傳輸使用，然而當訊號在傳遞時通常不會在每一個時間點都把頻寬完全佔據，造成某些時間點頻寬使用上的浪費。運用時頻分析可以了解任一時間點的訊號對於頻寬使用的情形，故可以在一些未使用的時間頻帶加入新的傳輸訊號，使得頻寬資源的運用更加完整。

## 時頻分析

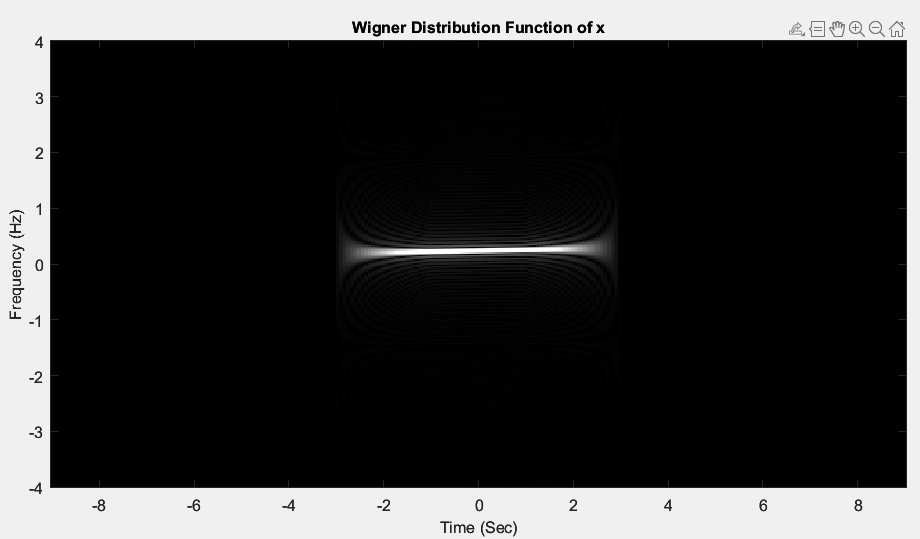

一般的傅立葉轉換只能分析出訊號擁有的頻率，沒有辦法得知頻率成分隨著時間的變化，而時頻分析則是解決傅立葉轉換的不足，可以分析出訊號的頻譜隨著時間的變化情形，常用的方法有短時距傅立葉變換（STFT）、韋格納分布（WDF）、加伯轉換等。
例如有一訊號{\displaystyle x(t)=e^{j2\pi t^{\frac {1}{5}}+j3t},-3\leq t\leq 3}，則時頻分析的結果如圖。
（此為韋格納分布的結果）

## 調變的種類與結果
對原始信號進行一些調整(例如:乘上一個chirp function、將t進行變數變換為at)，會使得訊號在時頻平面(t-f平面)的圖形產生移動、縮放、變形。
時頻平面(t-f平面)上訊號的各種變形，皆有其對應的物理意義。常見的時頻分布的變形有下列幾種：水平平移、鉛直平移、擴張、斜推、旋轉。 時頻分布的變形在分離信號、濾波器設計、取樣定理、調變及多工…等領域上都有相當的幫助，也有助於提升信噪比(SNR)。

### 移動（shifting）
即將頻譜圖進行平移，又分為沿著時間軸和沿著頻率軸的移動

#### 水平移動

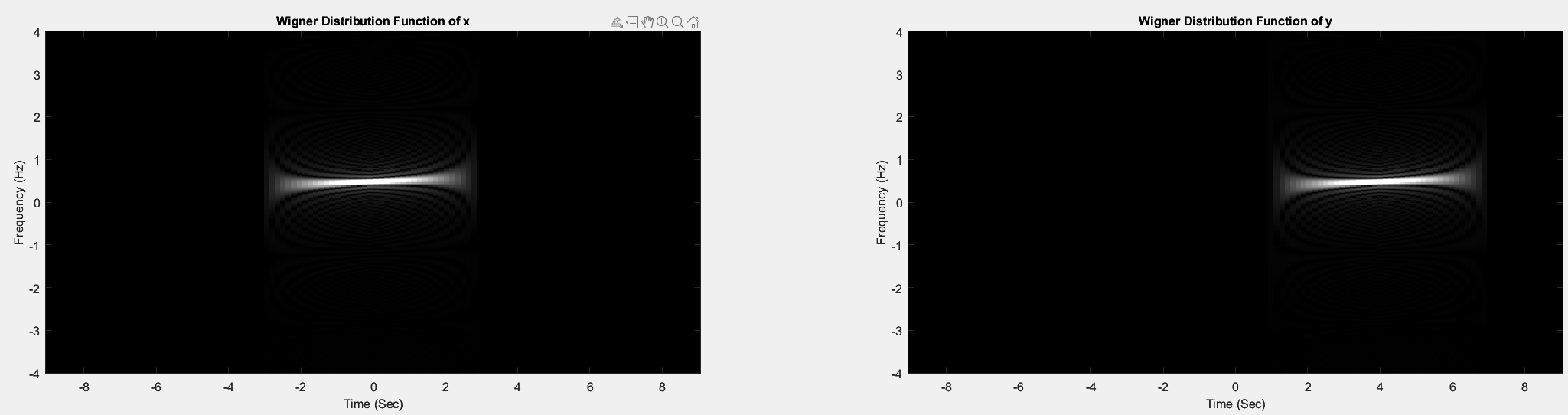
WDF of shifting(1)

將訊號中的t做變數變換，加上或是減去一個常數{\displaystyle t_{0}}，使得頻譜沿著水平方向移動。
沿著時間軸移動時，時頻圖的值會多一個相位，但並不影響數值大小。

短時距傅立葉變換、加伯轉換：
{\displaystyle x(t-t_{0})\longrightarrow S_{x}(t-t_{0},f)}
韋格納分布：
{\displaystyle x(t-t_{0})\longrightarrow W_{x}(t-t_{0},f)}

若一個信號x經過水平平移t0時間單位後得到的信號為y，則x與y的時頻分布關係為：
{\displaystyle W_{y}(t,\,f)=W_{x}(t-t_{0},\,f)}
其中，
若{\displaystyle t_{0}>0}則整個時頻分析的圖形會向右偏移。
若{\displaystyle t_{0}<0}則整個時頻分析的圖形會向左偏移。
若給定{\displaystyle x(t)=e^{j2\pi t^{\frac {1}{5}}+j3t},-3\leq t\leq 3}
{\displaystyle y(t)=e^{j2\pi (t-t_{0})^{\frac {1}{5}}+j3(t-t_{0})},-3\leq t\leq 3}
我們以{\displaystyle t_{0}=4}為例，我們可以發現原本時頻分布的中心在0的位置，經過shifting後，中心位置水平移動到4的位置。

#### 垂直移動
將訊號中乘以一個相位項{\displaystyle e^{j2\pi f_{0}t}}，且{\displaystyle f_{0}}為一常數，使得頻譜沿著垂直方向移動。
沿著頻率軸移動時，訊號會多一個相位，並不影響數值大小。

短時距傅立葉變換、加伯轉換：
{\displaystyle e^{j2\pi f_{0}t}x(t)\longrightarrow S_{x}(t,f-f_{0})}
韋格納分布：
{\displaystyle e^{j2\pi f_{0}t}x(t)\longrightarrow W_{x}(t,f-f_{0})}
若一個信號x經過鉛直平移f0頻率單位後得到y，則x與y的時頻分布關係為：

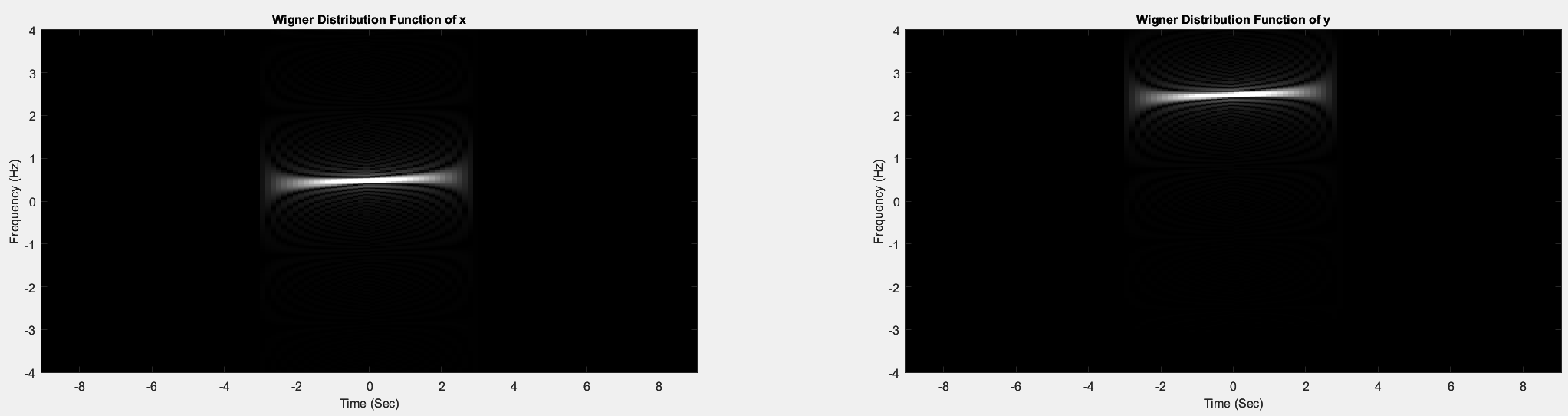
WDF of shifting(2)

{\displaystyle W_{y}(t,\,f)=W_{x}(t,\,f-f_{0})}
其中，
若{\displaystyle f_{0}>0}則整個時頻分析的圖形會向上偏移。
若{\displaystyle f_{0}<0}則整個時頻分析的圖形會向下偏移。
若給定{\displaystyle x(t)=e^{j2\pi f_{0}t^{\frac {1}{5}}+j3t},-3\leq t\leq 3}
{\displaystyle y(t)=e^{j2\pi f_{0}t}e^{j2\pi f_{0}t^{\frac {1}{5}}+j3t},-3\leq t\leq 3}
我們以{\displaystyle f_{0}=2}為例，我們可以發現原本時頻分布的中心在0的位置，經過shifting後，中心位置垂直移動到2的位置。

### 擴張（dilation/scaling）
將訊號中的t做變數變換成{\displaystyle {\frac {t}{a}}}，其中a為一個常數且通常為正，時頻圖沿著時間軸和頻率軸縮小或放大。
若我們單純只做變數變換，除了影響時頻分布的形狀以外，也會影響數值大小，因此需要再乘上一個{\displaystyle {\frac {1}{\sqrt {|a|}}}}修正數值。

短時距傅立葉變換、加伯轉換：
{\displaystyle {\frac {1}{\sqrt {|a|}}}x({\frac {t}{a}})\longrightarrow S_{x}({\frac {t}{a}},af)}
韋格納分布：
{\displaystyle {\frac {1}{\sqrt {|a|}}}x({\frac {t}{a}})\longrightarrow W_{x}({\frac {t}{a}},af)}
若一個信號x經過a倍的擴張變形，得到的結果為y，得x與y的時頻分布關係為：
{\displaystyle W_{y}(t,\,f)=W_{x}\left({\frac {t}{a}},\,af\right)}
其中，
若{\displaystyle a>1}則整個時頻分析的圖形會沿著t軸擴張，沿著f軸縮小。
若{\displaystyle a<1}則整個時頻分析的圖形會沿著t軸縮小，沿著f軸擴張。
無論a的數值是多少，都不會改變時頻分布圖形的面積。
若給定{\displaystyle x(t)=e^{j2\pi t^{\frac {1}{5}}+j3t},-3\leq t\leq 3}
{\displaystyle y(t)=e^{j2\pi {\frac {t}{a}}}e^{j2\pi t^{\frac {1}{5}}+j3{\frac {t}{a}}},-3\leq t\leq 3}

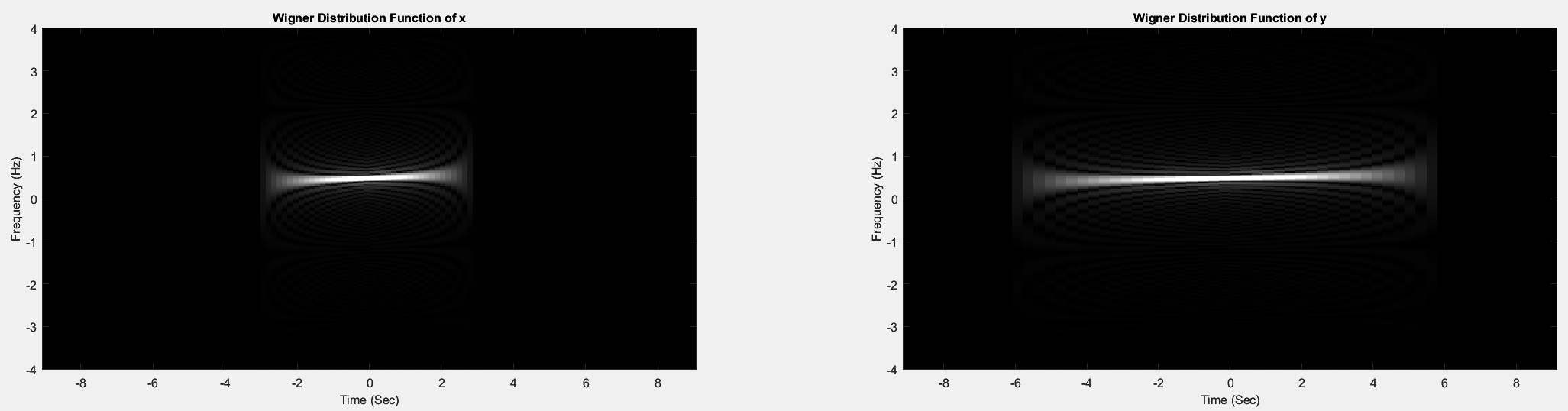
WDF of scaling(1)

這邊給定a =2，可以看到圖形在水平軸上被拉長，在垂直則被壓縮。

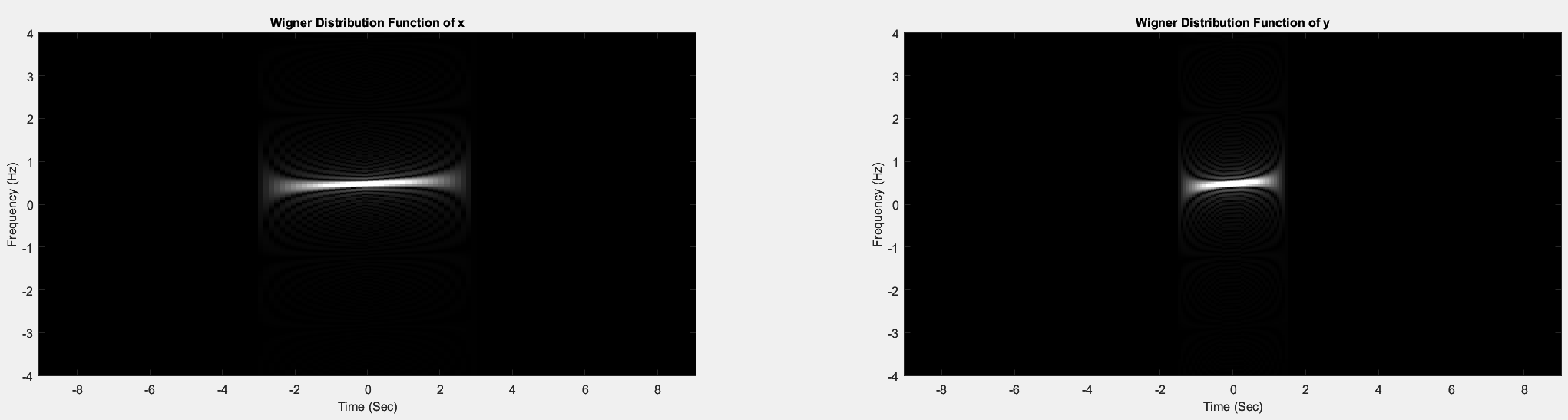
WDF of scaling(2)

這邊給定a =0.5，可以看到圖形在水平軸上被壓縮，在垂直則被拉伸。

### 修剪（shearing）
將時頻圖沿著時間軸或頻率軸做線性位移。
將信號與chirp函數做摺積運算，將沿著時間軸方向做斜推變形，造成的影響是：時間軸方向的位移量與頻率大小成正比。
反之，將信號與chirp函數相乘，將沿著頻率軸方向做斜推變形，則會使頻率軸方向的位移量與時間大小成正比。

#### 水平修剪
和線性調頻做卷積會產生時間軸的線性位移。

短時距傅立葉變換、加伯轉換：
{\displaystyle x(t)=e^{j\pi at^{2}}*y(t)\longrightarrow S_{x}(t,f)=S_{y}(t-af,f)}
韋格納分布：
{\displaystyle x(t)=e^{j\pi at^{2}}*y(t)\longrightarrow W_{x}(t,f)=W_{y}(t-af,f)}
其中，
若{\displaystyle a>0}則整個時頻分析的圖形，則圖形中大致上會往右上-左下的方向拉伸。
若{\displaystyle a<0}則整個時頻分析的圖形，則圖形中大致上會往左上-右下的方向拉伸。
無論a的數值是多少，都不會改變時頻分布圖形的面積。
若給定{\displaystyle x(t)=e^{j2\pi t^{\frac {1}{5}}+j3t}+e^{j2\pi t^{\frac {1}{5}}+j5t},-4\leq t\leq 4}
{\displaystyle y(t)=e^{j\pi at^{2}}*(e^{j2\pi t^{\frac {1}{5}}+j3{\frac {t}{a}}}+e^{j2\pi t^{\frac {1}{5}}+j5{\frac {t}{a}}}),-4\leq t\leq 4}

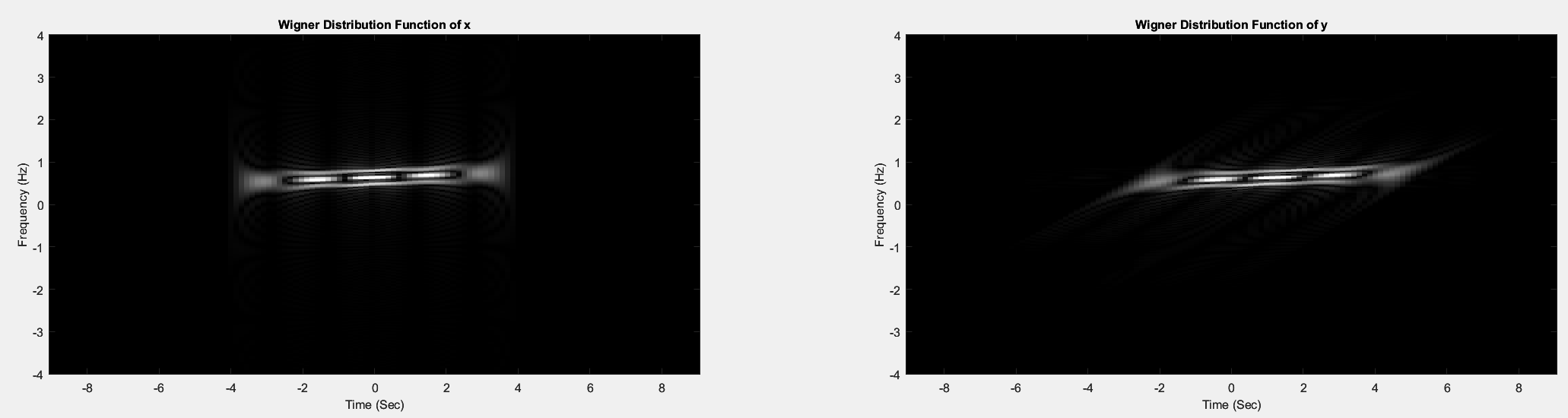
Wigner of shearing(3)

這邊給定a =0.5，可以看到圖形的推移輛是呈現正比關係的。

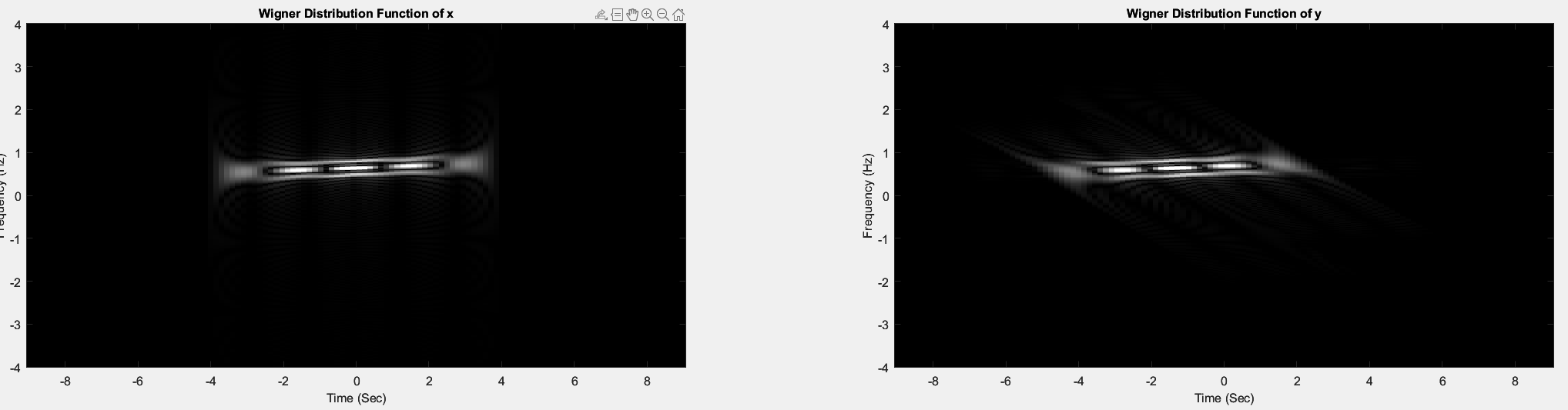
Wigner of shearing(4)

這邊給定a =-0.5，可以看到圖形的推移輛是呈現正比關係的，可以與a>0的情形作比較。

#### 垂直修剪
乘以線性調頻會產生頻率的線性軸位移。
短時距傅立葉變換、加伯轉換：
{\displaystyle x(t)=e^{j\pi at^{2}}y(t)\longrightarrow S_{x}(t,f)=S_{y}(t,f-at)}
韋格納分布：
{\displaystyle x(t)=e^{j\pi at^{2}}y(t)\longrightarrow W_{x}(t,f)=W_{y}(t,f-at)}
證明:
{\displaystyle x(t)=e^{j\pi at^{2}}y(t)}
{\displaystyle W_{x}(t,f)=\int _{-\infty }^{\infty }x(t+\tau /2)x^{*}(t-\tau /2)e^{-j2\pi \tau f}d\tau }
{\displaystyle =\int _{-\infty }^{\infty }e^{j2\pi a(t+\tau /2)^{2}}e^{-j2\pi a(t+\tau /2)^{2}}d\tau y(t+\tau /2)y^{*}(t-\tau /2)e^{-j2\pi \tau f}d\tau }
{\displaystyle =\int _{-\infty }^{\infty }e^{j2\pi at\tau }y(t+\tau /2)y^{*}(t-\tau /2)e^{-j2\pi \tau f}d\tau }
{\displaystyle =\int _{-\infty }^{\infty }y(t+\tau /2)y^{*}(t-\tau /2)e^{-j2\pi \tau (f-at)}d\tau =W_{y}(t,f-at)}
其中，
若{\displaystyle a>0}則整個時頻分析的圖形，則圖形中大致上會往右上-左下的方向拉伸。
若{\displaystyle a<0}則整個時頻分析的圖形，則圖形中大致上會往左上-右下的方向拉伸。
無論a的數值是多少，都不會改變時頻分布圖形的面積。
若給定{\displaystyle x(t)=e^{j2\pi t^{\frac {1}{5}}+j3t}+e^{j2\pi t^{\frac {1}{5}}+j5t},-4\leq t\leq 4}
{\displaystyle y(t)=e^{j\pi at^{2}}(e^{j2\pi t^{\frac {1}{5}}+j3{\frac {t}{a}}}+e^{j2\pi t^{\frac {1}{5}}+j5{\frac {t}{a}}}),-4\leq t\leq 4}

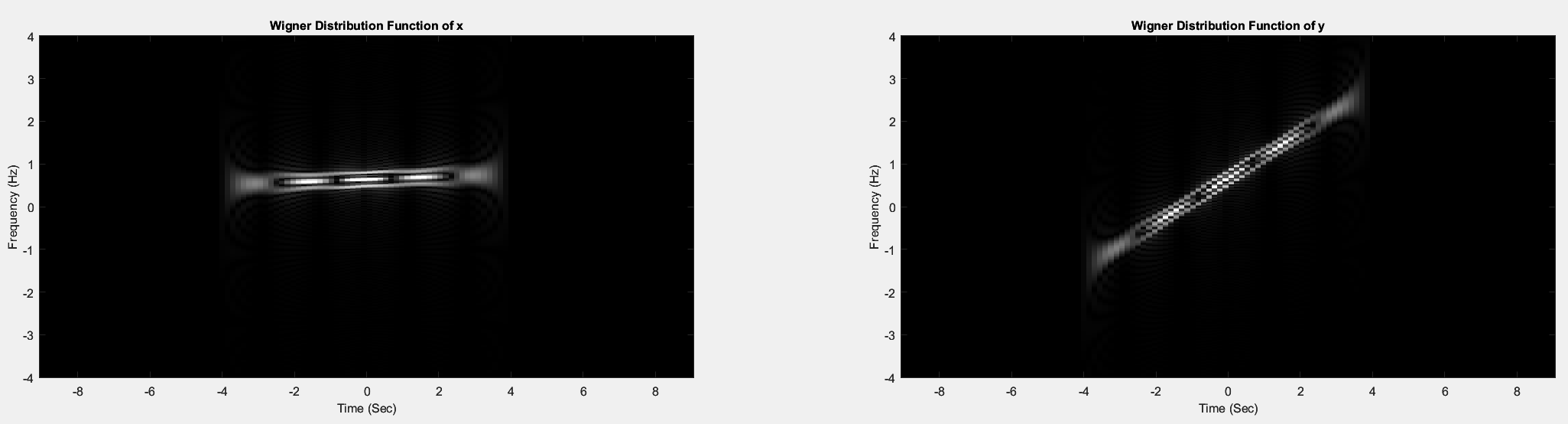
Wigner of shearing(1)

這邊給定a =0.5，可以看到圖形的推移量是呈現正比關係的。

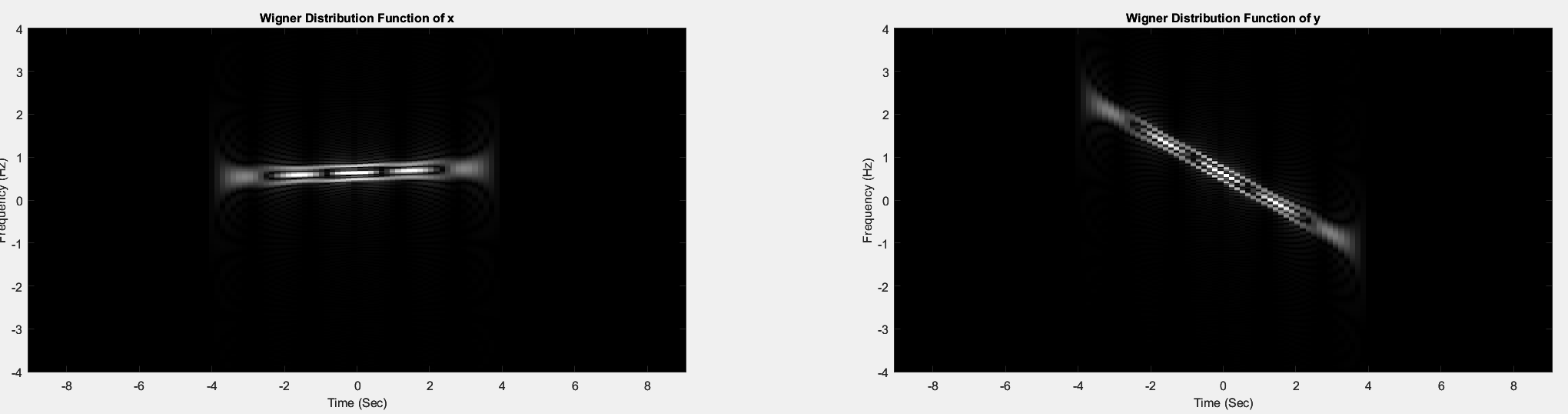
Wigner of shearing(2)

這邊給定a =-0.5，可以看到圖形的推移量是呈現正比關係的，可以與a>0的情形作比較。

### 廣義修剪(generalized shearing)

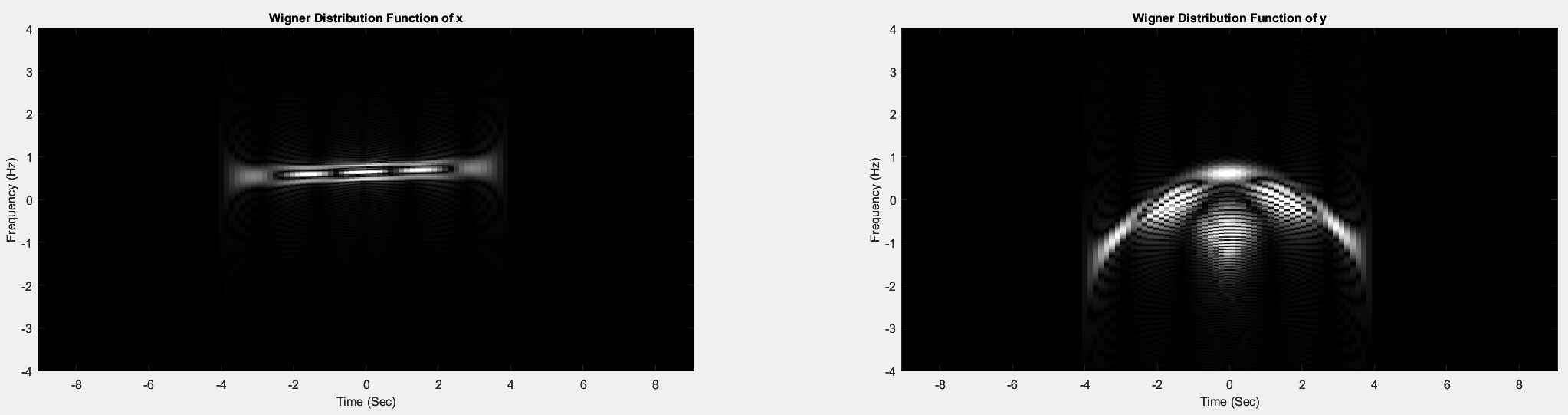
WDF of G shearing

若有一已知的頻率為線性變化的信號
{\displaystyle x(t)=e^{j\phi (t)}y(t)}
{\displaystyle \phi (t)=\sum _{k=0}^{n}a_{k}t^{k}}
{\displaystyle frequency={\frac {1}{2\pi }}{\frac {\mathrm {d} \phi (t)}{\mathrm {d} t}}}
要將其攤平成一個水平且整齊的信號，則可做以下修剪。

短時距傅立葉變換、加伯轉換：
{\displaystyle S_{x}(t,f)\cong S_{y}(t,f-\sum _{k=1}^{n}{\dfrac {ka_{k}t^{k-1}}{2\pi }})}
韋格納分布：
{\displaystyle W_{x}(t,f)\cong W_{y}(t,f-\sum _{k=1}^{n}{\dfrac {ka_{k}t^{k-1}}{2\pi }})}
也就是說我們可以透過廣義修剪來任意改變時頻分布的形狀。
若給定{\displaystyle x(t)=e^{j2\pi t^{\frac {1}{5}}+j3t}+e^{j2\pi t^{\frac {1}{5}}+j5t},-4\leq t\leq 4}
{\displaystyle y(t)=e^{-j\phi (t)}(e^{j2\pi t^{\frac {1}{5}}+j3{\frac {t}{a}}}+e^{j2\pi t^{\frac {1}{5}}+j5{\frac {t}{a}}}),-4\leq t\leq 4}
其中{\displaystyle \phi (t)=0.1t^{3}}
我們給定了一個三次函數，而它的微分是二次函數，我們可以看到圖中的形狀變為2次函數的形狀。

### 旋轉（rotation）
旋轉變形顧名思義就是把圖形以原點為中心做旋轉。對信號做傅立葉變換會將圖形順時針方向旋轉90度，
而做傅利葉反變換會將圖形逆時鐘旋轉90度。
而分數傅立葉變換可將圖形旋轉任意的角度。
分數傅立葉轉換可以視為傅立葉轉換的推廣形式，公式如下:
定義1:
{\displaystyle X_{\phi }(u)={\sqrt {1-jcot\phi }}\cdot e^{j\pi \cdot cot\phi \cdot u^{2}}\int _{-\infty }^{\infty }e^{-j2\pi \cdot csc\phi \cdot ut}e^{j\pi \cdot cot\phi \cdot t^{2}}x(t)dt}
定義2:
{\displaystyle X_{\phi }(u)={\sqrt {\frac {1-jcot\phi }{2\pi }}}\cdot e^{j{\frac {cot\phi }{2}}\cdot u^{2}}\int _{-\infty }^{\infty }e^{-jcsc\phi \cdot ut}e^{j{\frac {cot\phi }{2}}\cdot t^{2}}x(t)dt}
若{\displaystyle \phi =0.5\pi }則此分數傅立葉轉換會就會是我們熟悉的傅立葉轉換，信號做傅立葉轉換可順時鐘旋轉90度，且會有以下特性：

若{\displaystyle X(f)=FT(x(t))}，則：
短時距傅立葉變換：
{\displaystyle |S_{X}(t,f)|\approx |S_{x}(-f,t)|}
加伯轉換：
{\displaystyle G_{X}(t,f)=G_{x}(-f,t)e^{-j2\pi ft}}
韋格納分布：
{\displaystyle W_{X}(t,f)=W_{x}(-f,t)}

### 扭曲(Twisting)
利用線性正則變換(LCT)可以把時頻分布做任意的線性變形
線性正則變換有四個參數(a, b, c, d)。
其中，矩陣{\displaystyle {\begin{bmatrix}a&b\\c&d\end{bmatrix}}}的行列式值ad - bc = 1。
{\displaystyle F_{(a,b,c,d)}(u)={\sqrt {\frac {1}{j2\pi b}}}\cdot e^{{\frac {j}{2}}{\frac {d}{b}}u^{2}}\int _{-\infty }^{\infty }e^{-{\frac {j}{b}}ut}e^{-{\frac {j}{2}}{\frac {a}{b}}t^{2}}f(t)\cdot \,dt}
若b=0則可以化簡成:
{\displaystyle F_{(a,0,c,d)}(u)={\sqrt {d}}\cdot e^{-{\frac {j}{2}}cd\cdot u^{2}}f(d\,u)}
線性正則變換可以說是各種線性轉換的一般化，因此上面提到的許多變形，也可以視為線性正則變換當中的特例:
1. {\displaystyle {\begin{bmatrix}a&b\\c&d\end{bmatrix}}={\begin{bmatrix}1/\sigma &0\\0&\sigma \end{bmatrix}}} (scaling)
2.{\displaystyle {\begin{bmatrix}a&b\\c&d\end{bmatrix}}={\begin{bmatrix}\cos \phi &\sin \phi \\-\sin \phi &\cos \phi \end{bmatrix}}}(Fractional Fourier transform)
3.{\displaystyle {\begin{bmatrix}a&b\\c&d\end{bmatrix}}={\begin{bmatrix}1&0\\\tau &1\end{bmatrix}}}(chirp multiplication)
4.{\displaystyle {\begin{bmatrix}a&b\\c&d\end{bmatrix}}={\begin{bmatrix}1&\lambda z\\0&1\end{bmatrix}}}(Fresnel transform:用於計算電磁波在空氣中的傳播)
除了上述幾個特殊的例子以外，若我們希望將時頻分布圖形轉換成其他指定形狀，我們可以利用矩陣運算的方式求出{\displaystyle {\begin{bmatrix}a&b\\c&d\end{bmatrix}}}。
以上圖為例:

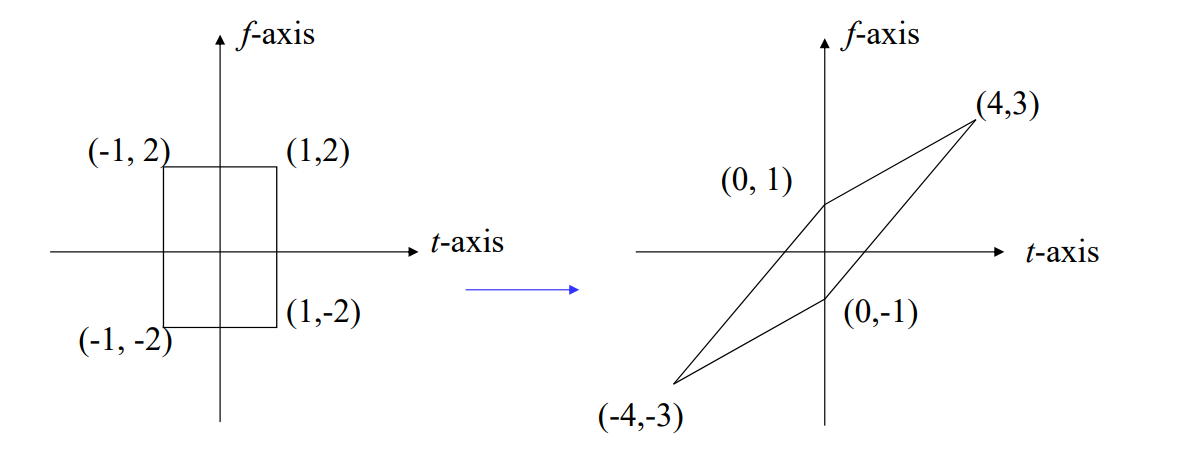
Example of Linear Canonical Transform

欲將左圖的時頻分布圖形轉換成右圖，左圖為{\displaystyle W_{x}(u,v)}，右圖為{\displaystyle W_{(a,b,c,d)}(u,v)}，右圖可以寫成{\displaystyle W_{x}(au+bv,cu+dv)}
我們將對應的點帶入:
{\displaystyle W_{x}(-1,2)=W_{(a,b,c,d)}(0,1)}，將u和v代入後，得{\displaystyle -a+2b=0}，以及{\displaystyle -c+2d=1}
{\displaystyle W_{x}(1,2)=W_{(a,b,c,d)}(4,3)}，將u和v代入後，得{\displaystyle a+2b=4}，以及{\displaystyle c+2d=3}
透過解兩組二元一次聯立方程式，即可得到:{\displaystyle {\begin{bmatrix}a&b\\c&d\end{bmatrix}}={\begin{bmatrix}2&1\\1&1\end{bmatrix}}}，將這組代入線性正則變換則可以將左圖成功轉換成右圖。
在LCT的轉換當中，面積是不會改變的!

## 調變的實際應用方式
透過上述的各種調變方式，可以幫助我們在信號處理、信號傳輸上有更多可以應用的空間。

### 降低取樣點數
時頻分布的最低取樣點數，是一個最小長方形能夠框住時頻分布的面積，因此，若圖形呈現非長方形，甚至不規則狀，取樣點數都有可能遠大於該分布本身的面積。若我們將信號從不同形狀轉換成長方形的形式，即可降低取樣點數，提高計算效率。讓我們再度以剛剛的圖形作為例子。

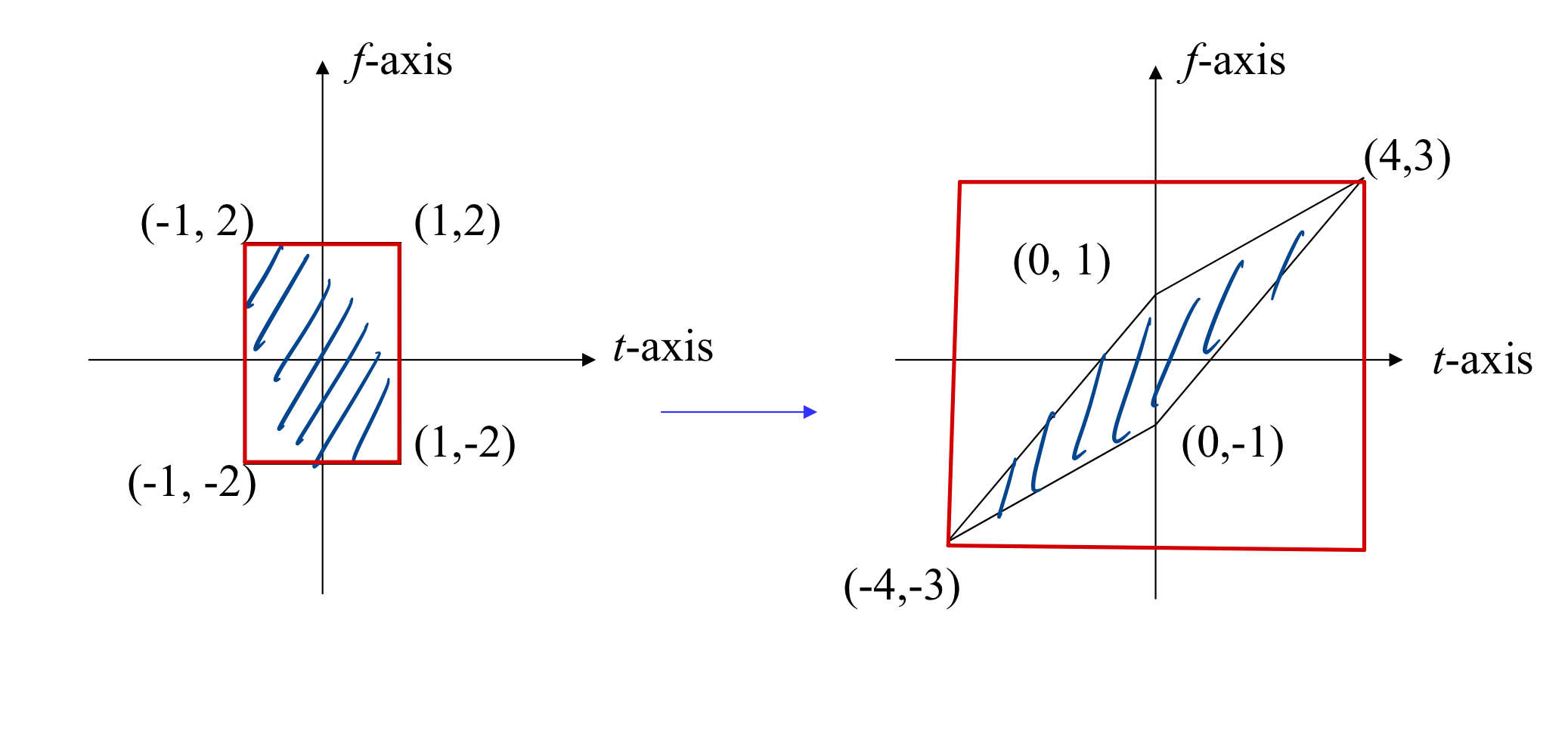
Example of sampling rate

在上圖中，紅色方框表示取樣點數，可以發現，右圖的取樣點數明顯較左圖大很多，然而從先前LCT的內容當中，我們知道這兩個信號的實際面積是一樣大的，然而右圖卻要花費大量的取樣點數。我們可以再次透過LCT將信號轉換成接近長方形，以降低取樣點數。

### 濾波器設計
傳統的濾波器設計，是在頻域對不同頻率給定不同的頻率響應，藉此壓抑或是強化某些頻率的能量。因為一般而言被處理的信號都是時變的，在加入時頻分析工具以及變形之後，可以對信號做更複雜的處理，得到更好的效果，例如:分數傅立葉變換，可以將訊號時頻分佈旋轉至適當角度讓訊號及干擾的cut-off line與水平軸垂直。
以上圖為例子

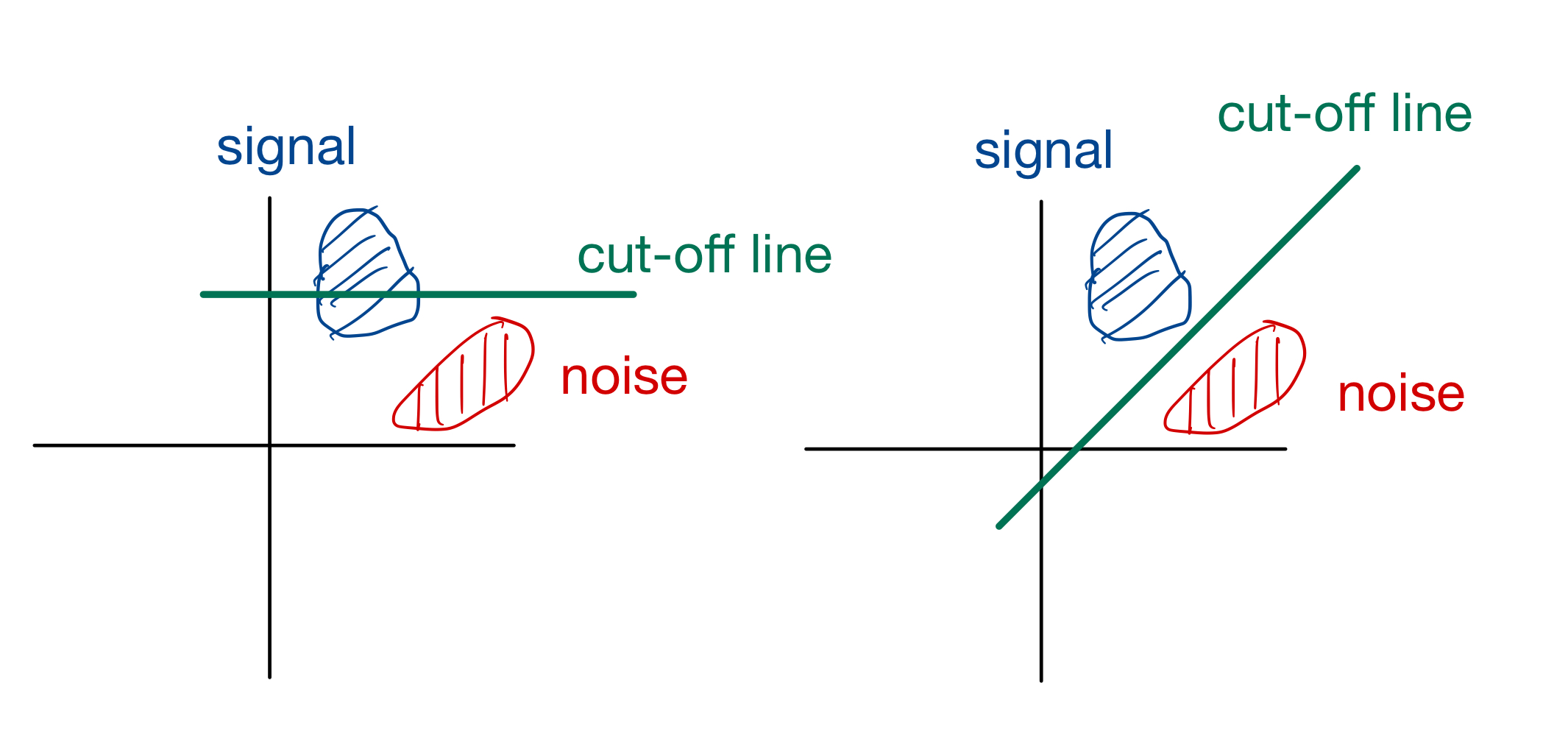
Filter design

一般的cut-off line都是垂直於頻率軸的，無法將上圖的雜訊濾掉，我們可以對cut-off line的函數進行分數傅立葉轉換，使它有更好的角度，接著透果平移等方式，讓它能夠濾掉雜訊。
然而實際上我們從自然當中收到的信號很可能是無法像上圖那樣輕易將雜訊濾掉，例如，分布在所有地方的白色雜訊就無法從我們的信號中分離出來。不過依然可以透過濾波器設計來提高信噪比(SNR)。

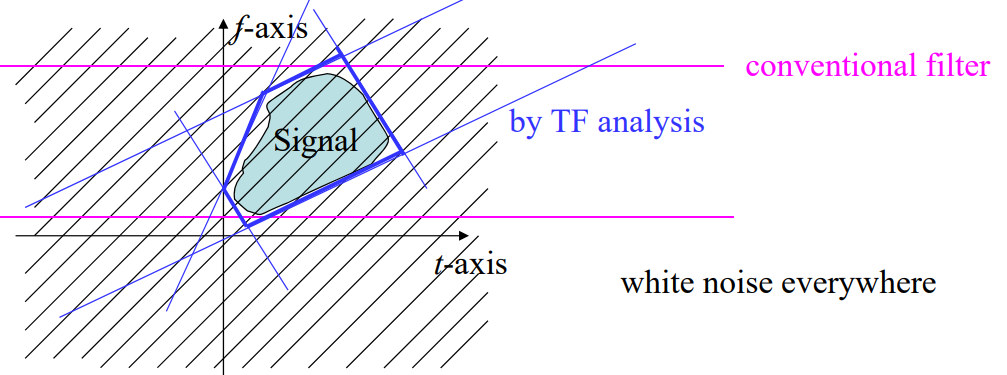
Filter design(2)

上圖中，粉紅色是傳統的濾波器，而藍色線則是透過分數傅立葉轉換設計的濾波器，可以看出無論是粉色切割出的範圍，還是藍色切割出的範圍，信號的面積大小都是一樣的。然而，在藍色切出的範圍中，雜訊的面積遠比粉色切出的還要小很多。因此，可以大大的提升信噪比。